# Robin Fraser
Robin Lucius Fraser (Kingston, 17 dicembre 1966) è un allenatore di calcio ed ex calciatore statunitense di origine giamaicana di ruolo difensore e allenatore del Toronto FC.

## Carriera

### Allenatore
Il 10 gennaio 2025 viene assunto come nuovo allenatore del Toronto FC.

## Statistiche

### Statistiche da allenatore

#### Club
Statistiche aggiornate al 12 maggio 2025.
| Stagione               | Squadra                | Campionato             | Campionato | Campionato | Campionato | Campionato | Coppe nazionali | Coppe nazionali | Coppe nazionali | Coppe nazionali | Coppe nazionali | Coppe continentali | Coppe continentali | Coppe continentali | Coppe continentali | Coppe continentali | Altre coppe | Altre coppe | Altre coppe | Altre coppe | Altre coppe | Totale | Totale | Totale | Totale | % Vittorie | Piazzamento |
| Stagione               | Squadra                | Comp                   | G          | V          | N          | P          | Comp            | G               | V               | N               | P               | Comp               | G                  | V                  | N                  | P                  | Comp        | G           | V           | N           | P           | G      | V      | N      | P      | %          | Piazzamento |
| ---------------------- | ---------------------- | ---------------------- | ---------- | ---------- | ---------- | ---------- | --------------- | --------------- | --------------- | --------------- | --------------- | ------------------ | ------------------ | ------------------ | ------------------ | ------------------ | ----------- | ----------- | ----------- | ----------- | ----------- | ------ | ------ | ------ | ------ | ---------- | ----------- |
| 2011                   | Chivas USA             | MLS                    | 34         | 8          | 12         | 14         | -               | -               | -               | -               | -               | -                  | -                  | -                  | -                  | -                  | -           | -           | -           | -           | -           | 34     | 8      | 12     | 14     | 23,53      | 15°         |
| 2012                   | Chivas USA             | MLS                    | 34         | 7          | 9          | 18         | USOC            | 4               | 3               | 0               | 1               | -                  | -                  | -                  | -                  | -                  | -           | -           | -           | -           | -           | 38     | 10     | 9      | 19     | 26,32      | 18°         |
| Totale Chivas USA      | Totale Chivas USA      | Totale Chivas USA      | 68         | 15         | 21         | 32         |                 | 4               | 3               | 0               | 1               |                    | -                  | -                  | -                  | -                  |             | -           | -           | -           | -           | 72     | 18     | 21     | 33     | 25,00      |             |
| 2019                   | Colorado Rapids        | MLS                    | 7          | 5          | 0          | 2          | USOC            | -               | -               | -               | -               | -                  | -                  | -                  | -                  | -                  | -           | -           | -           | -           | -           | 7      | 5      | 0      | 2      | 71,43      | Sub, 16°    |
| 2020                   | Colorado Rapids        | MLS                    | 15+1       | 8          | 3          | 4+1        | -               | -               | -               | -               | -               | -                  | -                  | -                  | -                  | -                  | MISB        | 3           | 0           | 1           | 2           | 19     | 8      | 4      | 7      | 42,11      | 10°         |
| 2021                   | Colorado Rapids        | MLS                    | 34+1       | 17         | 10         | 7+1        | -               | -               | -               | -               | -               | -                  | -                  | -                  | -                  | -                  | -           | -           | -           | -           | -           | 35     | 17     | 10     | 8      | 48,57      | 2°          |
| 2022                   | Colorado Rapids        | MLS                    | 34         | 11         | 10         | 13         | USOC            | 1               | 0               | 0               | 1               | CCL                | 2                  | 0                  | 1                  | 1                  | -           | -           | -           | -           | -           | 37     | 11     | 11     | 15     | 29,73      | 18°         |
| 2023                   | Colorado Rapids        | MLS                    | 26         | 3          | 10         | 13         | USOC            | 3               | 2               | 0               | 1               | -                  | -                  | -                  | -                  | -                  | LC          | 2           | 0           | 0           | 2           | 31     | 5      | 10     | 16     | 16,13      | Eson        |
| Totale Colorado Rapids | Totale Colorado Rapids | Totale Colorado Rapids | 116+2      | 44         | 33         | 39+2       |                 | 4               | 2               | 0               | 2               |                    | 2                  | 0                  | 1                  | 1                  |             | 5           | 0           | 1           | 4           | 129    | 46     | 35     | 48     | 35,66      |             |
| 2025                   | Toronto FC             | MLS                    | 12         | 2          | 4          | 6          | CC              | 1               | 0               | 1               | 0               | -                  | -                  | -                  | -                  | -                  | LC          | 0           | 0           | 0           | 0           | 13     | 2      | 5      | 6      | 15,38      |             |
| Totale carriera        | Totale carriera        | Totale carriera        | 198        | 61         | 58         | 79         |                 | 9               | 5               | 1               | 3               |                    | 2                  | 0                  | 1                  | 1                  |             | 5           | 0           | 1           | 4           | 214    | 66     | 61     | 87     | 30,84      |             |

## Palmarès

### Club

#### Competizioni nazionali
- MLS Supporters' Shield: 2

LA Galaxy: 1998
Columbus Crew: 2004

#### Competizioni internazionali
- CONCACAF Champions' Cup: 1

LA Galaxy: 2000

#### Individuale
- MLS Best XI: 5

1996, 1998, 1999, 2000, 2004